# Campo gravitatorio de la Luna

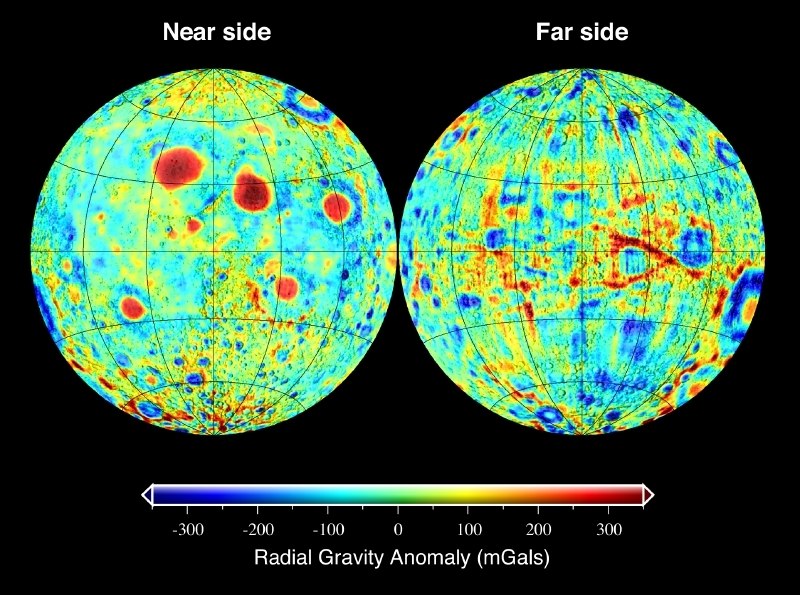
Anomalía gravitatoria radial en la superficie de la Luna medida en Gal.

El campo gravitatorio de la Luna o Campo gravitacional de la Luna ha sido determinado por medio del rastreo de las señales de radio emitidas por sondas espaciales que orbitan a este satélite natural. El principio utilizado depende del efecto Doppler, mientras que la aceleración en la línea de visión de la sonda puede medirse a partir de las pequeñas desviaciones de la frecuencia de la señal de radio y de las mediciones de la distancia entre dicha sonda y la Tierra. Debido a que el campo gravitatorio de la Luna afecta la órbita de la sonda, es posible utilizar estos datos de rastreo para obtener anomalías gravitacionales. Sin embargo, debido a la rotación síncrona de la Luna, no es posible rastrear a la sonda por mucho tiempo sobre el limbo de la Luna. Por esta razón, el campo gravitacional en el lado lunar más alejado de la Tierra está pobremente caracterizado. La aceleración de la gravedad en la superficie de la Luna es de 1.6249 m/s2, que es alrededor del 16.6% de la aceleración en la superficie terrestre. Sobre toda la superficie, la variación en la aceleración de la gravedad es de alrededor de 0.0253 m/s2 (1.6% de la aceleración debida a la gravedad). Como el peso depende directamente de la aceleración de la gravedad, los cuerpos en la Luna pesan solamente un 16.6% de lo que pesarían en la Tierra.

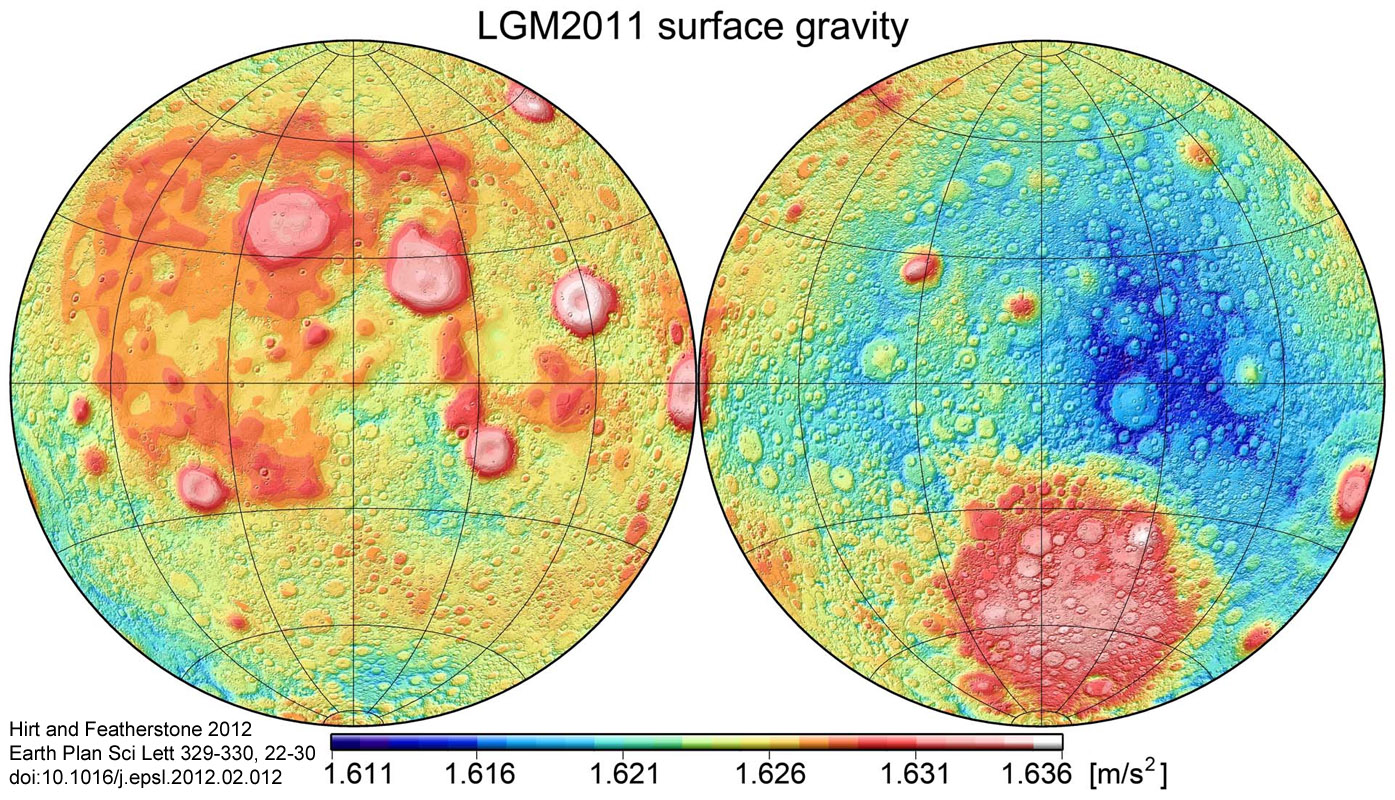
Aceleración de la gravedad en la superficie de la Luna en m/s^{2}. El lado visible es el izquierdo y el lado oculto es el derecho.

La principal característica del campo gravitatorio de la Luna son los llamados mascons (nombre que proviene del idioma inglés mass concentration, es decir «concentraciones de masa»), que son grandes anomalías positivas asociadas con algunas de las grandes planicies de impacto. Estas anomalías tienen una fuerte influencia en la órbita de las sondas alrededor de la Luna, por lo que se necesita un modelo gravitatorio preciso para planear las misiones tripuladas y no tripuladas. Los mascons fueron descubiertos inicialmente a partir de los análisis de los datos de rastreo de la sonda Lunar Orbiter, puesto que las pruebas de navegación anteriores al programa Apolo experimentaron errores de posición mucho mayores a las especificaciones de la misión.
El origen de los mascons se debe en parte a la presencia de los densos flujos de lava basálticos en los mares lunares que llenan algunas de las planicies de impacto. Sin embargo, los flujos de lava por sí mismos no pueden explicar todas la variaciones gravitacionales. También se requiere la elevación de la interfase entre la corteza y el manto. Sobre la base de los modelos gravitatorios de la sonda Lunar Prospector se ha sugerido que algunos mascons existentes no muestran evidencia de vulcanismo basáltico de mares. La inmensa extensión del vulcanismo basáltico en los mares asociado con el Oceanus Procellarum no posee una anomalía gravitatoria positiva.